# Dinetus arabicus
Dinetus arabicus (лат.) — вид песочных ос (Crabronidae) рода Dinetus из подсемейства Dinetinae (ранее в Astatinae). ОАЭ (Аравийский полуостров).

## Описание
Мелкие осы (около 4 мм) чёрного цвета с жёлтыми отметинами. От близких видов отличается следующими признаками: характеризуется длинными прямостоячими щетинками на голове и груди, вертикальным наружным краем субдискоидальной ячейки (cu), параллельным нервулюсу (cu-a), полностью чёрным проподеумом, прижатыми серебристыми щетинками на щитке, мезоплеврах и проподеуме (кроме центральной части проподеальной оболочки); передние ноги без модификаций и зубцов. Отличается от D. psammophilus длинными стоячими щетинками на голове; от D. turanicus и D. dentipes отсутствием светлых боковых частей на дорзуме проподеума, немодифицированными передними вертлугами и передними бёдрами, а от D. arenarius и D. wojciechi отсутствием зубцов на передних вертлугах и передних бёдрах и преимущественно жёлтым цветом нижней стороны груди. Голова жёлтая, кроме черного темени и затылка. Переднегрудь жёлтая с чёрным пятном на спине. Щиток чёрный с небольшим жёлтым пятном между основанием крыльев и щитиком. Апикальная и вентральная части мезоплевр жёлтые, дистальная часть чёрная. Щиток жёлтый. Метаплевры чёрные с жёлтой верхней частью. Проподеум чёрный. Брюшко коричневое с широкими полосами цвета слоновой кости на I–III тергитах, тергиты IV–V коричневые, тергиты VI–VII жёлтые. Стерниты коричневые. Передние и средние тазики жёлтые, задние тазики у основания чёрные, дистальные части жёлтые. Бёдра всех ног жёлтые с участками цвета слоновой кости, дорсально чёрные. Голени всех ног жёлтые с участками цвета слоновой кости, снизу коричневые. Лапки всех ног жёлтые. Глаза не соприкасаются друг с другом, но соприкасаются с основанием мандибул. Жвалы с выемкой внизу. В передних крыльях 2 субмаргинальные ячейки. Предположительно, как и другие близкие виды своего рода охотится на клопов (Heteroptera) или цикадок (Cicadinea), которых запасают для своего потомства в земляных гнёздах. Вид был впервые описан в 2021 году немецким гименоптерологом Hans-Joachim Jacobs (Senckenberg Deutsches Entomologisches Institut, Мюнхеберг, Германия).